# 伊利帕战役
伊利帕戰役（英文名：The Battle of Ilipa）發生於西元前206年，雙方在伊利帕以東的平原上開戰，此戰役被譽為是大西庇阿的軍事生涯中最輝煌的戰役。

## 開戰前
前206年春天，迦太基人用最後的努力來恢復對伊比利亞的控制，哈斯德魯巴·吉斯戈跟馬戈·巴卡在伊利帕招募了七萬多人的兵力遠遠超過了大西庇阿的軍團人數，但其軍隊並沒有像羅馬軍團那樣有豐富的作戰經驗。
馬戈率領他的騎兵部隊跟盟友馬西尼薩大膽地對羅馬陣營發起突擊，而大西庇阿早已料到馬戈會來突襲，將隱瞞的騎兵藏身在一座山丘後面，對迦太基軍背後發起突擊，導致馬戈敗退。
雙方經過了幾次試探跟觀察後，大西庇阿決定在早晨對敵軍陣營發起突擊。

## 開戰過程
大西庇阿令他的軍團在早晨來前吃好食物跟準備武裝，並在黎明時發起突襲。遭到突擊的迦太基軍，每個人都沒吃早餐就急忙應戰，當天下起了大雨，士兵都很疲憊，無力作戰，加上失去控制的大象轉而踐踏迦太基的士兵，最終羅馬人贏得勝利，迦太基人在此戰役中死傷四萬多人。

雙方開戰前的佈陣。

大西庇阿改變了羅馬軍團的戰鬥型態，令他的軍隊攻擊迦太基的側翼

## 結果
戰鬥結束後，哈斯德魯巴·吉斯戈前往非洲強大的東努米底亞國王西法克斯尋求幫助，剛好大西庇阿也找西法克斯，最終哈斯德魯巴·吉斯戈將索福尼斯巴嫁給了西法克斯，西法克斯決定成為迦太基的盟友。
馬戈·巴卡逃到了巴利亞利群島，之後他航行到了利古里亞，並準備入侵義大利北部。
大西庇阿征服了伊比利亞後，回到國內當選為執政官，前往西西里島作為資深執政官，集結兵力準備入侵迦太基本土。